# Callyna laurae
Callyna laurae är en fjärilsart som beskrevs av Felix Bryk 1915. Callyna laurae ingår i släktet Callyna och familjen nattflyn. Inga underarter finns listade i Catalogue of Life.

## Bildgalleri

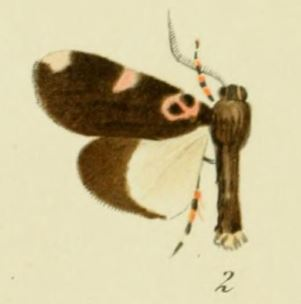